# Streyella canariensis
Streyella canariensis är en fjärilsart som beskrevs av Walsingham 1908. Streyella canariensis ingår i släktet Streyella och familjen stävmalar. Inga underarter finns listade i Catalogue of Life.